# Electric Light Orchestra
Electric Light Orchestra (ELO) a fost o formație britanică de muzică rock din Birmingham, care a lansat 11 albume de studio între 1971 și 1986 și un alt album în 2001. ELO a fost creată din dorința lui Roy Wood și Jeff Lynne de a îmbina rockul modern cu muzica pop și muzica clasică. După plecarea lui Wood imediat după apariția albumului de debut, Lynne a scris și a aranjat toate compozițiile originale ale formației și a produs toate albumele.
Deși a avut succes încă de la primele singleuri în Regatul Unit, grupul a cunoscut un și mai mare succes în Statele Unite, iar până la mijlocul anilor '70 devenise una dintre cele mai bine vândute trupe. Din 1972 până în 1986, ELO au avut 27 de hit singleuri în Top 40 atât în Regatul Unit cât și în SUA. Formația a avut 20 de hit singleuri în Top 20 în Regatul Unit și 19 astfel de singleuri în clasamentul american Billboard. ELO deține de asemenea un record ca fiind grupul ce a avut cele mai multe hituri în Billboard Hot 100 Top 40 din istoria topului fără a avea, însă, vreun single pe primul loc.
ELO a câștigat 21 de premii RIAA, 38 de premii BPI și a vândut peste 50 de milioane de discuri în toată lumea, fără a include și discurile single.

## Discografie

### Albume de studio
- The Electric Light Orchestra/No Answer (decembrie 1971)
- ELO 2 (februarie 1973)
- On the Third Day (noiembrie 1973)
- Eldorado, A Symphony (septembrie 1974)
- Face the Music (septembrie 1975)
- A New World Record (11 septembrie 1976)
- Out of the Blue (octombrie 1977)
- Discovery (mai 1979)
- Xanadu (august 1980)
- Time (iulie 1981)
- Secret Messages (iunie 1983)
- Balance of Power (ianuarie 1986)
- Zoom (12 iunie 2001)

### Albume live
- The Night The Light Went On (In Long Beach) (mai 1974)
- Live at Wembley '78 (28 martie 1998)
- Live at Winterland '76 (30 martie 1998)
- Live at the BBC (28 iunie 1999)

### Compilații
- Showdown (noiembrie 1974)
- Ole ELO (iunie 1976)
- The Light Shines On (1977)
- Three Light Years (decembrie 1978)
- The Light Shines On Vol 2 (1979)
- ELO's Greatest Hits (noiembrie 1979)
- A Box of Their Best (7 august 1980)
- Four Years Light (1980)
- The Best of ELO (1981)
- Eldorado/Electric Light Orchestra II (1983)
- A Perfect World of Music (1985)
- First Movement (1986)
- The Very Best of The Electric Light Orchestra (989)
- Afterglow (15 iunie 1990)
- ELO Classics (1990)
- Early ELO: 1971-1973 (1991)
- ELO's Greatest Hits Vol. 2 (1992)
- Burning Bright (1992)
- The Very Best of The Electric Light Orchestra (1994)
- Strange Magic: The Best of Electric Light Orchestra (11 aprilie 1995)
- The Best of Electric Light Orchestra (1996)
- Light Years, The Very Best Of Electric Light Orchestra (noiembrie 1997)
- The Danish Collection, The Very Best of Electric Light Orchestra (noiembrie 1997)
- The Swedish Collection, The Very Best of Electric Light Orchestra (noiembrie 1997)
- Friends & Relatives (1999)
- Definitive Collection (13 aprilie 1999)
- World Ballads: Electric Light Orchestra (1999)
- Flashback (21 noiembrie 2000)
- The Ultimate Collection (2001)
- The Essential Electric Light Orchestra (1 aprilie 2003)
- Early Years (2004)
- All Over te World: The Very Best of Electric Light Orchestra (6 iunie 2005)
- Harvest Showdown (2005)
- The Collection (2006)
- The Harvest Years: 1970-1973 (2006)
- Ticket to the Moon: The Very Best of Electric Light Orchestra Volume 2 (15 octombrie 2007)
- ELO: Los Monstruos del Rock (2008)
- Playlist: The Very Best of Electric Light Orchestra (2008)

## Membrii
- Jeff Lynne (n. 1947) - voce, chitară, chitară bas, claviaturi, tobe, violoncel, producător, textier, compozitor (în trupă în intervalele 1970-1983, 1985-1986, 2000-2001)
- Roy Wood (n. 1946) - voce, chitară, chitară bas, violoncel, clarinet, oboi, tobe, producător, textier (1970-1972)
- Bev Bevan (n. 1944) - tobe, percuție, voce (1970-1983, 1985-1986)
- Richard Tandy (n. 1948) - claviaturi, sintetizatoare, chitară bas, chitară, voce de fundal (1972-1983, 1985-1986, 2000-2001)
- Louis Clark (n. 1947) - aranjor de orchestră, conductor (1974-1980, 1983)
- Kelly Groucutt (1945 - 2009) - chitară bas, voce (1975-1983)
- Mik Kaminski (n. 1951) - vioară (1973-1979, 1981-1983, 1986)
- Hugh McDowell (n. 1953) - violoncel (1972, 1973-1979)
- Melvyn Gale (n. 1952) - violoncel (1975-1979)
- Mike Edwards (1948 - 2010) - violoncel (1972-1974)
- Mike de Albuquerque (n. 1947) - chitară bas, voce (1972-1974)
- Wilfred Gibson (n. 1945) - vioară (1972-1973)
- Colin Walker (n. 1949) - violoncel (1972-1973)
- Bill Hunt - claviaturi, corn francez, corn de vânătoare (1970-1972)
- Steve Woolam - vioară (1970-1971)